# Dichelyne mauritanicus
Dichelyne mauritanicus is een rondwormensoort uit de familie van de Cucullanidae. De wetenschappelijke naam van de soort is voor het eerst geldig gepubliceerd in 1928 door Gendre.